# 시아모사우루스
시아모사우루스(Siamosaurus)는 백악기 전기 태국의 수각류 공룡의 한 종류이다. 이 공룡은 완전히 추측할 수 있는 묘사를 설명하는 이빨 분류 공룡이다. 이 공룡의 크기는 알려지지 않았지만, 길이가 약 9.1미터에 달했을 수도 있다. 1986년에 공식적으로 버페타우트와 인가바트에 의해 시아모사우루스 수팃오르니라는 종을 설명했다. 이 백악기 육식 공룡에 대한 정보는 거의 바리오닉스나 오스타프리카사우루스의 것과 매우 흡사한 치아로 알려져 있다. 아마도 물고기를 먹었을 것이다.